# 辰巳運河

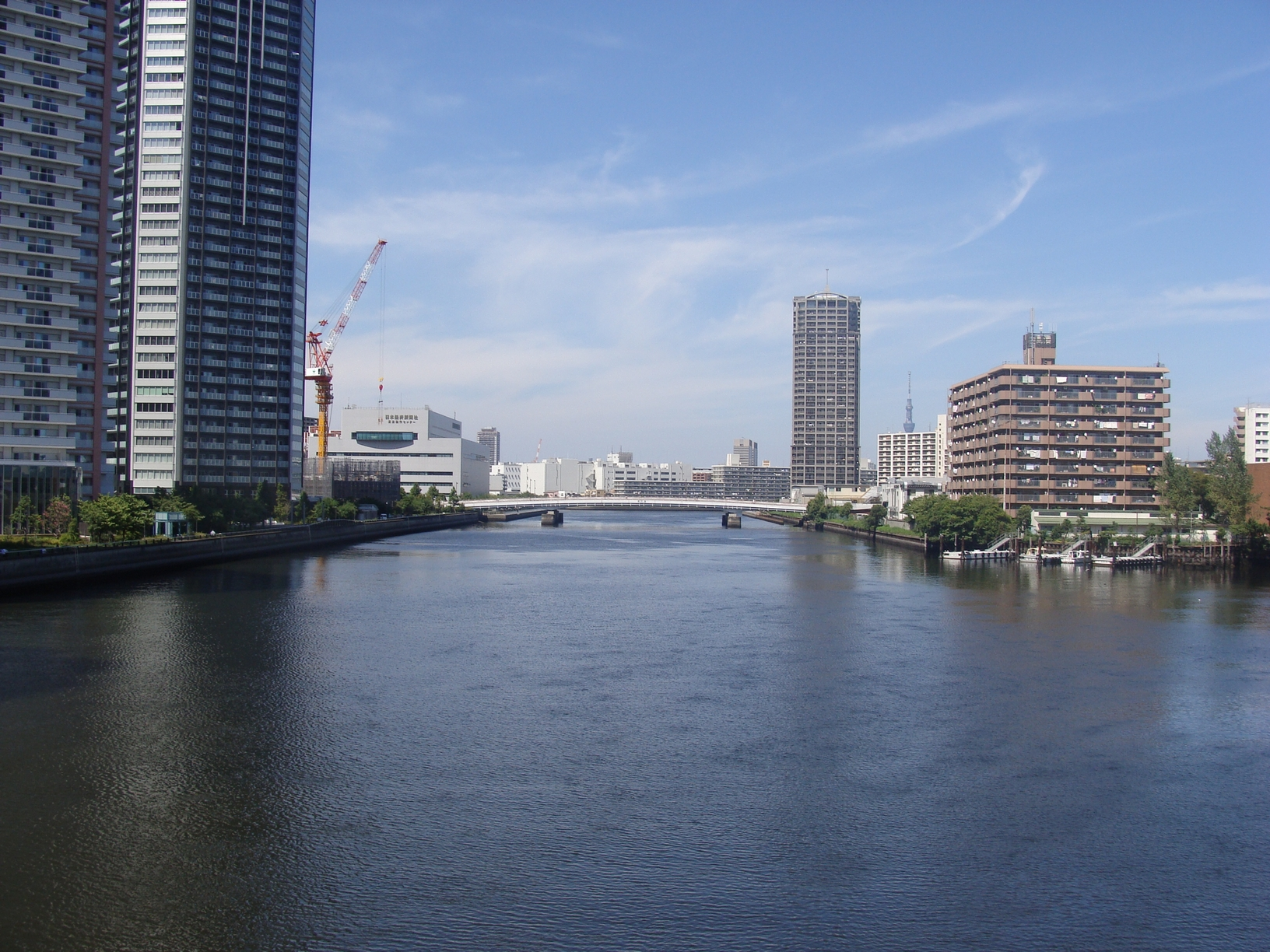
辰巳運河（辰巳桜橋から撮影）

辰巳運河（たつみうんが）は、東京都江東区東雲と辰巳を流れ東京湾に注ぐ運河である。

## 橋梁

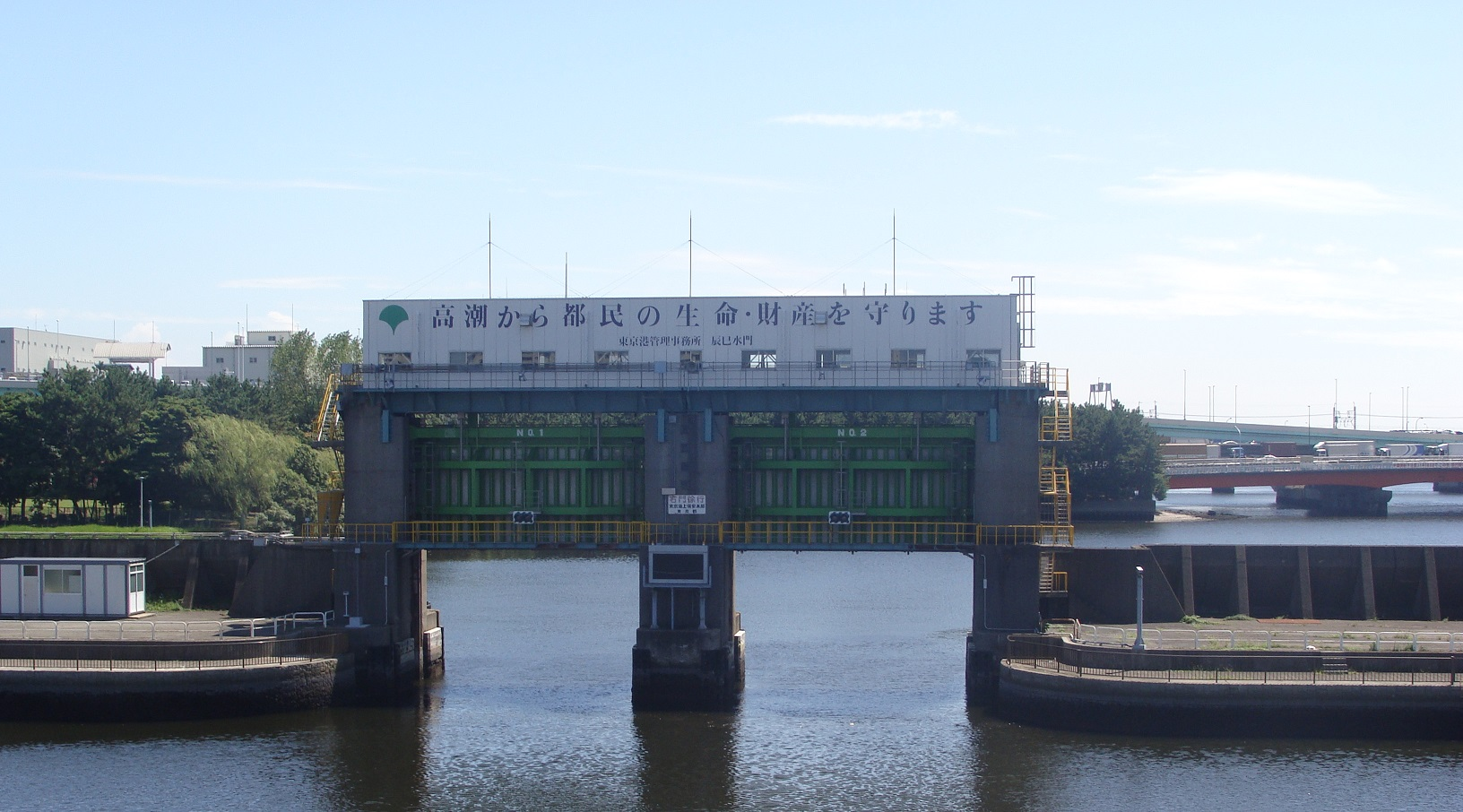
辰巳水門

- 辰巳橋
- 辰巳桜橋
- 辰巳水門
- 新辰巳橋（国道357号、首都高速湾岸線）
- 辰巳運河橋梁（東京臨海高速鉄道りんかい線）
- 新末広橋

## 流域の施設
- 東雲キャナルコート
- 東雲水辺公園
- 潮風の散歩道
- 辰巳駅
- 辰巳の森緑道公園